# Arthur Wint
Arthur Stanley Wint (* 25. März 1920 in Plowden, Manchester Parish, Jamaika; † 19. Oktober 1992 in Linstead, Saint Catherine Parish) war ein jamaikanischer Leichtathlet und der erste Olympiasieger des Landes.

## Leben

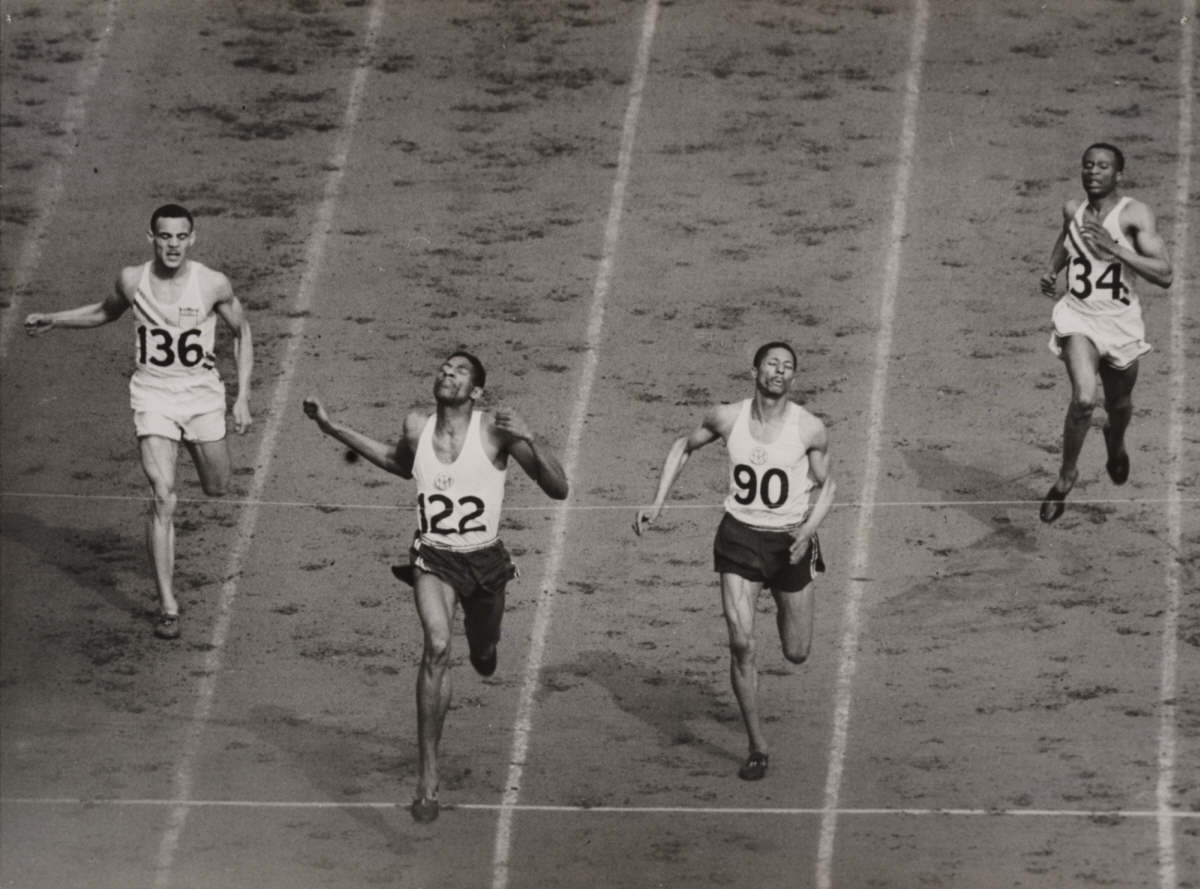
Arthur Wint bei seinem Olympiasieg

Arthur Stanley Wint wurde als zweites von fünf Kindern von Rev. John Wint, presbyterianischem Pastor und der Lehrerin Hilda Wint geboren.
1937 wurde Wint in Jamaika zum Jugend-Athleten des Jahres gewählt und 1938 gewann er die Goldmedaille im 800-Meter-Lauf bei den Central American Games in Panama. 1942 ging er zur kanadischen Royal Air Force und stellte dort während des Trainings einen neuen kanadischen Rekord im 400-Meter-Lauf auf. Danach wurde er nach Großbritannien versetzt und kämpfte im Zweiten Weltkrieg als Pilot. 1947 verließ er die Luftwaffe und begann am St Bartholomew’s Hospital in der City of London, Medizin zu studieren, während er zeitgleich als Sportler aktiv war.
Bei den XIV. Olympischen Spielen 1948 in London gewann er für Jamaika die erste olympische Goldmedaille der Geschichte über 400 Meter mit 46,2 s, vor dem anderen Jamaikaner Herb McKenley und dem US-Amerikaner Mal Whitfield. Im 800-Meter-Lauf gewann er die Silbermedaille, dieses Mal hinter Whitfield und vor dem Franzosen Marcel Hansenne. Bei den XV. Olympischen Spielen 1952 in Helsinki gewann er nochmals die Silbermedaille, ebenfalls wieder hinter Mal Whitfield und vor dem Deutschen Heinz Ulzheimer, sowie die Mannschaftsgoldmedaille im 4-mal-400-Meter-Staffellauf, zusammen mit seinen Teamkollegen Leslie Laing, Herb McKenley und George Rhoden, vor den Teams aus den USA und aus Deutschland. Das jamaikanische Team stellte bei diesem Lauf gleichzeitig einen neuen Weltrekord auf.
Sein letztes Rennen lief er 1953 im Wembley-Stadion und beendete damit seine sportliche Karriere. 1954 wurde er von Königin Elisabeth II. zum Member of the Order of the British Empire (MBE) ernannt.
1955 ging er – nach abgeschlossener Ausbildung zum Mediziner am St. Bartholomew’s Hospital – zurück nach Jamaika und lebte in Hanover. Zunächst war er der einzige niedergelassene Arzt in der Umgebung. Ab 1978 war Wint am Linstead Hospital, in Kingston tätig, wo er bis zu seinem Tod 1992 als Mediziner arbeitete.
1974 wurde Arthur Wint jamaikanischer Hochkommissar in Großbritannien, später dann Botschafter seines Landes in Dänemark und Schweden. 1977 wurde er in der „Black Athlete's Hall of Fame“ der USA und 1989 in der „Jamaica Sports Hall of Fame“ aufgenommen. Außerdem wurde er mit einer Statue des Bildhauers Basil Watson geehrt, vor dem jamaikanischen Nationalstadion aufgestellt wurde.